# Javořice
Die Javořice (deutsch Jaborschützberg, auch Ahornberg) ist ein Berg in Tschechien. Er liegt fünf Kilometer nordöstlich von Studená bzw. zehn Kilometer nordwestlich von Telč. Mit 837 m bildet er die höchste Erhebung der Iglauer Berge (Jihlavské vrchy) und der gesamten Böhmisch-Mährischen Höhe.
Auf dem mit Nadelwäldern bestandenen Gipfel befindet sich der 166 m hohe Sender Javořice.
Nach Nordwesten schließen sich die Nebengipfel Stříbrný vrch (759 m) und Velký skalní vrch (785 m) an. Im Nordosten liegt der Michův vrch (Michelberg; 786 m) und beiden Felstürme der Míchova skála (Michowa Skala) mit einer Höhe von 13 m. Im Osten bei Lhotka liegt der Vrch (726 m) mit den Resten der Burg Štamberk. Der südöstliche Vorgipfel Široký kámen (720 m) bietet eine gute Aussicht auf Telč (Teltsch).
Am Teich Velký pařezitý rybník unterhalb der Míchova skála bei Řásná wurde ein Autocampingplatz errichtet. Ein weiterer Campingplatz befindet sich am Teich Horní Mrzatec bei Lhotka. Der am westlichen Fuße bei Klatovec (Klatowetz) gelegene Teich Zhejral ist ein Naturreservat.

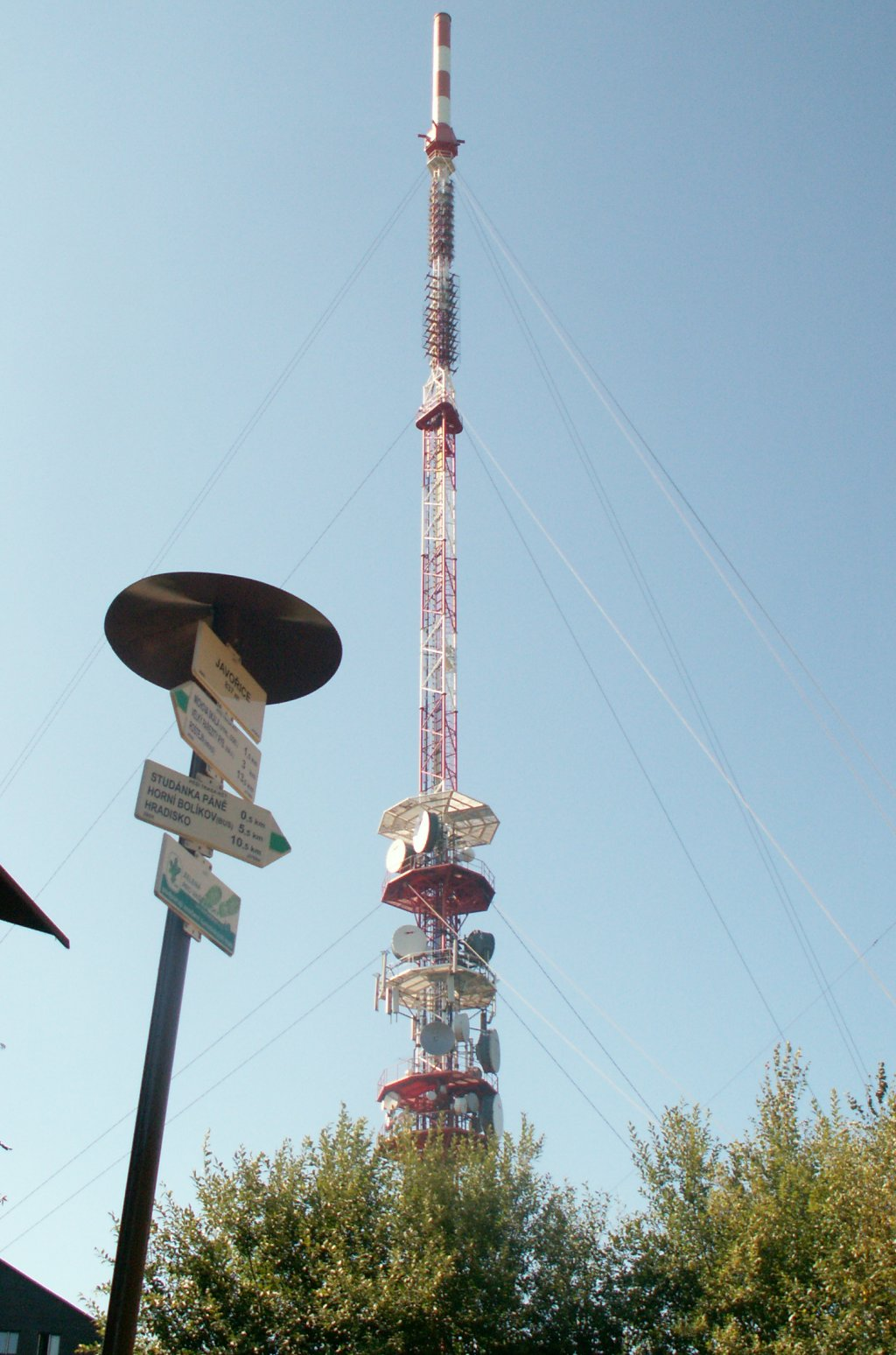
Sendemast auf der Javořice

Am Nordwesthang 500 m unterhalb des Gipfels liegt die Quelle Studánka Páně. Unweit davon entspringt auch der Studenský potok, der durch das Zelená údolí (Grüner Grund) in den Zhejral fließt.